# Paddy Duffy
Paddy Duffy (* 12. November 1864 in Boston, Massachusetts, USA; † 19. Juli 1890) war ein US-amerikanischer Boxer irischer Abstammung. Er war der erste Weltmeister nach den Queensberry-Regeln im Weltergewicht.
Duffy starb am 19. Juli im Jahre 1890, er wurde nur 25 Jahre alt.
Im Jahre 2008 wurde Duffy in die International Boxing Hall of Fame aufgenommen.